# Añover de Tormes
Añover de Tormes és un municipi de la província de Salamanca a la comunitat autònoma de Castella i Lleó. Limita al nord amb Moraleja de Sayago i Palacios del Arzobispo, a l'est amb San Pelayo de Guareña, al sud amb Juzbado i a l'oest amb Ledesma.
| 2001 | 2002 | 2003 | 2004 | 2005 | 2006 | 2007 |
| ---- | ---- | ---- | ---- | ---- | ---- | ---- |
| 111  | 106  | 102  | 101  | 105  | 105  | 102  |